# ژوزفینا تاپالی
ژوزفینا تاپالی (انگلیسی: Jozefina Topalli؛ زادهٔ ۲۶ نوامبر ۱۹۶۳) سیاست‌مدار اهل آلبانی و از ۳ سپتامبر ۲۰۰۵ تا ۱۰ سپتامبر ۲۰۱۳ به عنوان بیست و پنجمین رئیس مجلس این کشور فعالیت کرد.